# Bryan Roy
Bryan Eduard Steven Roy (Amsterdam, 12 februari 1970) is een Nederlands voormalig voetballer en voetbaltrainer, die onder andere uitkwam voor Ajax, Nottingham Forest en het Nederlands elftal.
Roy, afkomstig van de Amsterdamse amateurclub Blauw-Wit, maakte zijn debuut op 6 september 1987 bij Ajax in de thuiswedstrijd tegen FC Twente (waarin hij scoorde) en speelde daar tot 1993. Daarna speelde hij tot 1995 bij het Italiaanse Foggia Calcio, gevolgd door Nottingham Forest (1995–1997), Hertha BSC (1997–2000) en NAC (2000–2001). In 2004 speelde Roy nog enkele wedstrijden voor het Engelse Workington.
Als jeugdinternational nam Roy deel aan het Europees kampioenschap voetbal onder 18 - 1988 en het Europees kampioenschap voetbal onder 21 - 1992.
Roy speelde tweeëndertig maal in het Nederlands elftal en maakte negen doelpunten. Hij was tot 2008 getrouwd met actrice en presentatrice Nada van Nie, met wie hij een dochter en zoon kreeg.
Roy begon na zijn voetbalcarrière met de ontwikkeling van 'voetbalpoppetjes' in 3D, de zogenaamde 3D-stars. Deze onderneming werd echter na anderhalf jaar failliet verklaard. Daarna kocht hij 47.000 vierkante meter grond in Estepona om daar een hotel met sportfaciliteiten te vestigen.
In 2020 kwam zijn boek Ongrijpbaar uit, geschreven door Hajo de Boer.

## Erelijst
Als speler
 Ajax
- UEFA Cup: 1991/92
- Eredivisie: 1989/90

Individueel als speler

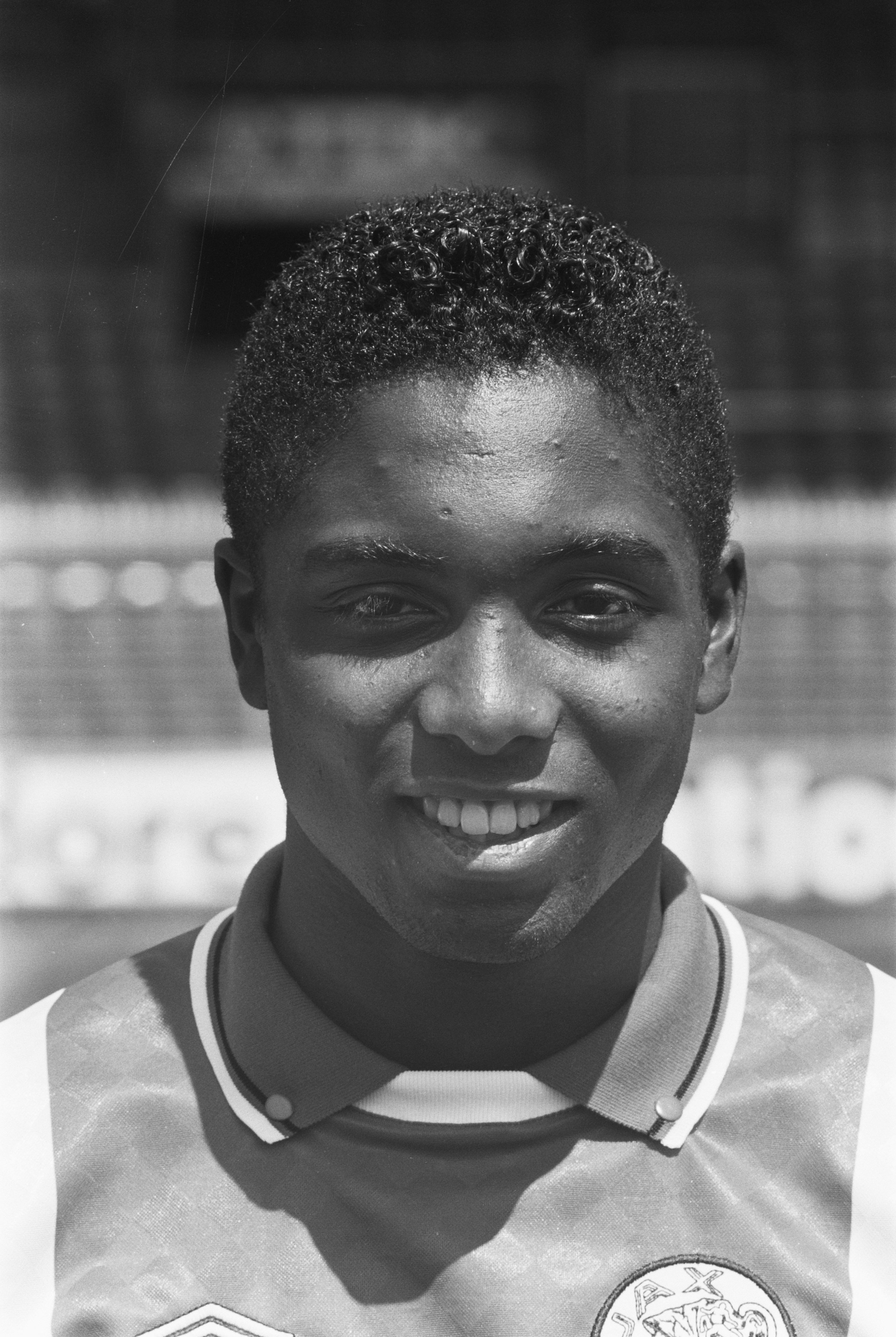
Roy in 1989

- Nederlands Talent van het Jaar: 1987

## Twitter-incidenten
Tijdens de COVID-19-pandemie begon Roy met het op social media verspreiden van talloze complottheorieën waar hij aanhanger van is. Roy raakte in oktober 2020 in opspraak door het via Twitter bedreigen van Chris Klomp, die onderzoek doet naar deze complottheorieën. Op 5 augustus 2021 werd er aangifte tegen Roy gedaan vanwege het bedreigen van minister-president Mark Rutte naar aanleiding van een tweet van 3 april waarin Roy over Rutte schreef: "Headshot krijgtie straks." Tijdens zijn politieverhoor uitte Roy zijn geloof in QAnon-complottheorieën, en gaf hij aan dat hij vindt dat Rutte geëxecuteerd moet worden omdat hij volgens Roy deel uitmaakt van een groep leiders, die door corona de wereldbevolking wil terugbrengen tot vijf procent. In september 2021 werd Roy vanwege bedreiging veroordeeld tot een taakstraf van 80 uur en een voorwaardelijke gevangenisstraf van vier weken. Omdat hij weigerde zijn taakstraf uit te voeren, moest hij veertig dagen de cel in.